# Kontinental Hockey League
Kontinental Hockey League (ryska: Континентальная хоккейная лига, Kontinentalnaja chokkejnaja liga), KHL, svenska: Kontinentala hockeyligan, är en ishockeyliga, bildad 2008 i Eurasien. I Ryssland ersatte KHL den tidigare ryska superligan.
KHL-säsonger avslutas med slutspelet om Gagarin Cup (Kubok Gagarina). Trofén är uppkallad efter kosmonauten Jurij Gagarin, den första människan i rymden. Den sjunde och avgörande matchen i finalspelet den första säsongen var planerad till den 12 april 2009, årsdagen för Gagarins rymdresa 1961. KHL åtnjuter politiskt stöd i Ryssland och finansieras av den delvis statligt ägda energijätten Gazprom. Tanken är att skapa en resursstark, multinationell ishockeyliga för att konkurrera med nordamerikanska NHL om de bästa spelarna.

## Deltagande lag
2008/2009
KHL bestod inledningsvis av 24 lag: 20 lag från den Ryska superligan, Barys Astana från Kazakstan och Chimik Voskresensk från Ryssland (båda spelade i Vyssjaja Liga), Dinamo Minsk från Vitryssland och Dinamo Riga från Lettland.
2009/2010
Chimik Voskresensk lämnar för VHL. De ersätts av Avtomobilist Yekaterinburg som flyttas upp från VHL.
2010/2011
Lada Toljatti går till VHL, på grund av deras arena inte uppfyllde KHL:s krav. Samtidigt flyttas Jugra Chanty-Mansijsk upp från VHL för att ersätta dem. Dynamo Moskva slogs samman med HC MVD och bildade OHK Dynamo Moskva. Antalet lag i ligan minskade i och med detta till 23. 
2011/2012
Lokomotiv Jaroslavl deltog inte p.g.a. en flygolycka. Ett nybildat slovakiskt lag, Lev Poprad anslöt. 
2012/2013
Lev Poprad upplöstes och ersattes av det nybildade tjeckiska laget HC Lev Prag. HC Slovan Bratislava tillkom från Slovak Extraliga och HC Donbass från VHL. KHL bestod nu av 26 lag.
2013/2014
Nybildade Admiral Vladivostok tillkommer tillsammans med Medveščak Zagreb som flyttar från EBEL. Ligan har nu 28 lag.
2014/2015
HC Donbass pausar sin medverkan och övergår inför nästa säsong till Ukrainska Hockey Extraliga. HC Lev Prag upplöses och Spartak Moskva gör ett års uppehåll av ekonomiska skäl. Istället anslöt HK Lada Togliatti från VHL, Jokerit från finska Liiga och det nybildade HK Sotji.
2015/2016
Spartak Moskva återkommer medan Atlant Mytisjtji läggs ner. 
2016/2017
Nybildade kinesiska laget Red Star Kunlun ansluter till ligan som nu har 29 lag.Laget har sin hemmaplan i LeSports Center, men spelade större delen av hösten 2016 i Shanghai då arenan inte varit tillgänglig för spel.
2017/2018
Medveščak Zagreb flyttar tillbaka till EBEL och Metallurg Novokuznetsk övergår till VHL. KHL består nu av 27 lag.
2018/2019
Inför säsongen beslutade KHL att inte låta Jugra och Lada stanna kvar i ligan. Båda klubbarna har haft höga statsbidrag, utan att dra särskilt stora tittar- eller publiksiffror. Dessutom har de en jämförelsevis låg budget för spelarlöner och står sig inte i konkurrensen med de andra lagen. KHL består nu av 25 lag.
2019/2020
HC Slovan Bratislava drog sig ur spel på grund av dålig ekonomi. KHL består av 24 lag.
2020/2021
Redan i april 2020 meddelade Admiral Vladivostok att det inte skulle delta i den kommande KHL-säsongen. Skälet var ekonomiskt så huvudsponsorn drabbats hårt av Coronapandemin och inte skulle kunna bidra ekonomiskt till den kommande säsongens spel.
2021/2022
Inför säsongen erbjuds Admiral Vladivostok att få tillbaka sin plats i KHL om de betalar sina skulder till spelare och tränare före den 31 juli. I samband med Rysslands invasion av Ukraina 2022 hoppade först det finska laget Jokerit av slutspelet och strax därefter hoppade det lettiska laget Dinamo Riga av ligan helt och hållet. I slutet av mars månad visade det sig att Jokerit vill hoppa av serien helt och hållet.

### Expansion av KHL

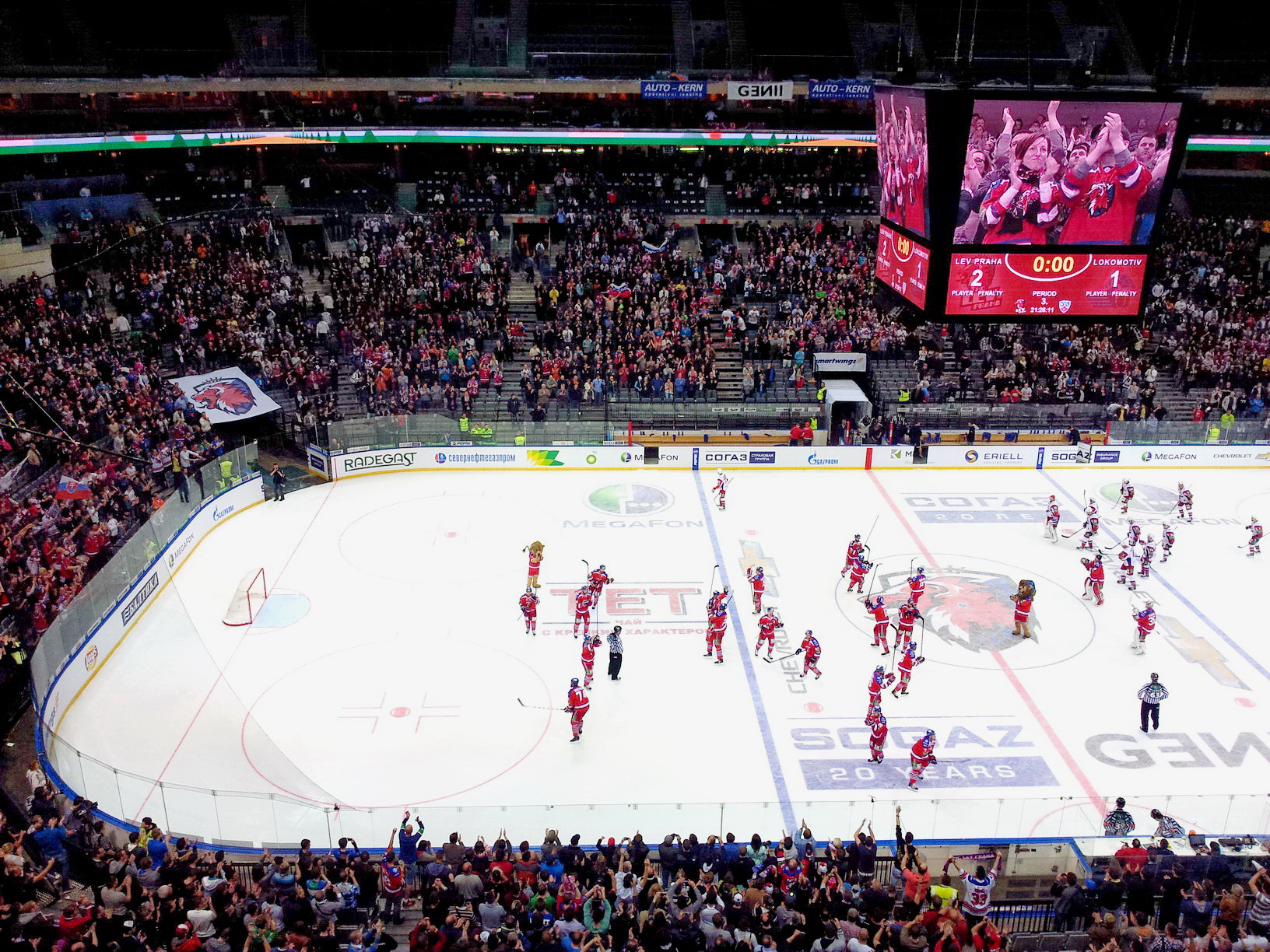
KHL-match match mellan Lev Praha och Lokomotiv Jaroslavl i O2 Arena, Prag

KHL har strävat efter att utöka ligan alltsedan starten säsongen 2008/2009; både geografiskt och sett till antalet lag. I juni 2012 presenterade dåvarande presidenten Alexander Medvedev en plan på att expandera ligan till så många som 64 lag i upp till 22 länder. 
Samme Medvedev har vid senare tillfälle sagt att antalet lag i ligan inte kan överstiga 32, för att det annars skulle bli problem med logistiken.
Två av lagen som blev inbjudna redan 2008 var svenska Frölunda HC och Färjestads BK, men de har ännu inte antagit erbjudandet. 
Andra lag utanför forna Sovjet som var aktuella vid KHL:s tidiga skede var; finska laget Kärpät, tyska lagen Eisbären Berlin och Kölner Haie samt Österrikiska EC Red Bull Salzburg. AIK undertecknade en avsiktsförklaring angående spel säsongen 2010/2011. Svenska Ishockeyförbundet avslog dock klubbens ansökan.
Ligan planerades att 2011/2012 utökas med Budivelnik från Kiev i Ukraina. Budivelnik skulle ha spelat i ligan redan 2010/2011 men den planerade arenan kunde inte färdigställas i tid.

## Konferens och divisionsindelning
Första säsongen var lagen i KHL inte indelade geografiskt utan uppdelade genom lottning. Till grund för lottningen fanns ett seedningssystem, likt det som används inom fotbollen för kval till VM och EM. Lagen delades upp i sex olika seedningsgrupper och i dessa räknades lagens resultat under en femårsperiod. Divisionerna är uppkallade efter legendariska ishockeyspelare, Vsevolod Bobrov, Anatolij Tarasov, Valerij Charlamov och Arkadij Tjernysjov. Ligan är sedan säsongen 2009/2010 geografiskt indelad  i två konferenser, öst och väst, som i sin tur är indelade i två divisioner vardera. 
Nedan ses konferens och divisionsindelning ihop med fakta om klubbarna. Data uppdaterade 2021-08-02.
| Division            | Klubb                      | Stad               | Arena                          | Kapacitet          | Bildad             | Anslöt             |                    |                    |
| Västra konferensen  | Västra konferensen         | Västra konferensen | Västra konferensen             | Västra konferensen | Västra konferensen | Västra konferensen | Västra konferensen | Västra konferensen |
| ------------------- | -------------------------- | ------------------ | ------------------------------ | ------------------ | ------------------ | ------------------ | ------------------ | ------------------ |
| Bobrov              | SKA Sankt Petersburg       | Sankt Petersburg   | Ispalatset                     | 12 300             | 1946               | 2008               |                    |                    |
| Bobrov              | Sotji                      | Sotji              | Bolsjoj-palatset               | 12 000             | 2014               | 2014               |                    |                    |
| Bobrov              | Spartak Moskva             | Moskva             | Megasport Arena                | 14 000             | 1946               | 2008               |                    |                    |
| Bobrov              | Torpedo Nizjnij Novgorod   | Nizjnij Novgorod   | Nagornyj Arena                 | 5 500              | 1946               | 2008               |                    |                    |
| Bobrov              | Vitjaz Podolsk             | Podolsk            | Vityaz ispalats                | 5 500              | 1996               | 2008               |                    |                    |
| Tarasov             | CSKA Moskva                | Moskva             | CSKA Arena                     | 12 100             | 1946               | 2008               |                    |                    |
| Tarasov             | Dinamo Minsk               | Minsk              | Minsk-Arena                    | 15 000             | 1948               | 2008               |                    |                    |
| Tarasov             | Dynamo Moskva              | Moskva             | VTB-ispalatset                 | 10 500             | 1946               | 2008               |                    |                    |
| Tarasov             | Lokomotiv Jaroslavl        | Jaroslavl          | Lokomotiv Arena 2000           | 9 000              | 1959               | 2008               |                    |                    |
| Tarasov             | Severstal Tjerepovets      | Tjerepovets        | Ispalatset                     | 5 500              | 1956               | 2008               |                    |                    |
| Östra konferensen   |                            |                    |                                |                    |                    |                    |                    |                    |
| Charlamov           | Ak Bars Kazan              | Kazan              | Tatneft Arena                  | 8 900              | 1956               | 2008               |                    |                    |
| Charlamov           | Avtomobilist Jekaterinburg | Jekaterinburg      | Uralets Arena                  | 5 500              | 1946               | 2009               |                    |                    |
| Charlamov           | Metallurg Magnitogorsk     | Magnitogorsk       | Arena Metallurg                | 7 700              | 1955               | 2008               |                    |                    |
| Charlamov           | Neftechimik Nizjnekamsk    | Nizjnekamsk        | Neftekhim Arena                | 5 500              | 1968               | 2008               |                    |                    |
| Charlamov           | Red Star Kunlun            | Shanghai           | Mytisjtji Arena                | 7 100              | 2016               | 2016               |                    |                    |
| Charlamov           | Traktor Tjeljabinsk        | Tjeljabinsk        | Valerij Belousov Traktor Arena | 7 500              | 1947               | 2008               |                    |                    |
| Tjernysjov          |                            |                    |                                |                    |                    |                    |                    |                    |
| Admiral Vladivostok | Vladivostok                | Fetisov Arena      | 5 500                          | 2013               | 2013               |                    |                    |                    |
| Amur Chabarovsk     | Chabarovsk                 | Platinum Arena     | 7 100                          | 1957               | 2008               |                    |                    |                    |
| Avangard Omsk       | Omsk                       | Arena Balasjicha   | 5 600                          | 1950               | 2008               |                    |                    |                    |
| Barys Astana        | Astana                     | Barys Arena        | 11 500                         | 1999               | 2008               |                    |                    |                    |
| Salavat Julajev Ufa | Ufa                        | Ufa Arena          | 8 000                          | 1961               | 2008               |                    |                    |                    |
| Sibir Novosibirsk   | Novosibirsk                | Sibir Arena        | 7 400                          | 1962               | 2008               |                    |                    |                    |

Anmärkningar
1. ↑  Laget bytte spelort från Tjechov till Podolsk inför säsongen 2013/2014.
2. ↑  Kunlun spelar sina matcher i Moskvaområdet p.g.a. Coronapandemin.[35]
3. ↑  Avangard spelar sina matcher i Balasjicha (Moskvaområdet).[36]

## Nationaliteter på spelare
En spelares nationalitet kan ibland vara tvetydig. I tabellen nedan bestäms detta av det senaste land spelaren representerat i landslagssammanhang. Om spelaren aldrig spelat i något landslag avgörs det vanligen av i vilket land spelaren är född. För spelare som är födda i tidigare Sovjetrepubliker kan det vara komplexare att avgöra. Icke-ryssar representerar omkring 40 procent av KHL-spelarna. I samband med Rysslands invasion av Ukraina 2022 beslutade sig många utländska spelare för att lämna de ryska lagen.
Tabell över aktiva spelare per nationalitet och säsong
| Nation    | 08 09 | 09 10 | 10 11 | 11 12 | 12 13 | 13 14 | 14 15 | 15 16 | 16 17 | 17 18 | 18 19 | 19 20 | 20 21 | 21 22 | 22 23 |
| --------- | ----- | ----- | ----- | ----- | ----- | ----- | ----- | ----- | ----- | ----- | ----- | ----- | ----- | ----- | ----- |
| Belarus   | 32    | 31    | 24    | 25    | 35    | 45    | 47    | 40    | 37    | 36    | 30    | 45    | 50    | 42    | 44    |
| Danmark   | 1     |       |       |       |       | 1     | 2     | 4     | 3     | 5     | 6     | 4     | 3     | 2     |       |
| Estland   |       |       |       |       |       |       |       |       |       |       | 1     |       | 1     | 2     |       |
| Finland   | 8     | 16    | 19    | 33    | 40    | 37    | 50    | 47    | 51    | 40    | 42    | 44    | 53    | 39    | 1     |
| Frankrike |       |       |       |       |       |       | 1     | 1     | 2     |       | 3     | 1     | 1     | 1     | 2     |
| Israel    |       |       |       |       |       |       |       |       |       | 1     |       |       | 1     |       |       |
| Italien   |       |       |       |       |       |       |       | 1     | 2     |       |       |       |       |       |       |
| Japan     |       |       |       |       |       |       |       |       |       |       |       |       |       |       | 1     |
| Kanada    | 34    | 28    | 29    | 20    | 31    | 62    | 52    | 38    | 56    | 54    | 61    | 64    | 48    | 56    | 63    |
| Kazakstan | 43    | 37    | 37    | 32    | 35    | 36    | 34    | 42    | 34    | 30    | 25    | 24    | 19    | 19    | 22    |
| Kina      |       |       |       |       |       |       |       |       | 3     |       | 2     |       |       | 10    | 5     |
| Kroatien  |       |       |       |       |       | 3     | 2     | 2     | 3     | 1     | 1     |       |       |       |       |
| Lettland  | 31    | 26    | 28    | 27    | 35    | 32    | 29    | 33    | 32    | 31    | 28    | 35    | 33    | 25    | 2     |
| Litauen   |       |       |       |       |       |       |       |       | 1     | 3     | 2     | 2     | 1     | 2     | 1     |
| Norge     |       | 1     | 1     | 2     | 3     | 3     | 3     | 1     |       | 1     |       |       |       |       |       |
| Ryssland  | 538   | 532   | 492   | 475   | 539   | 569   | 592   | 631   | 662   | 643   | 579   | 570   | 637   | 564   | 624   |
| Schweiz   |       | 1     |       |       |       |       |       |       | 1     |       |       | 1     |       |       |       |
| Slovakien | 17    | 22    | 28    | 28    | 51    | 43    | 32    | 27    | 27    | 23    | 24    | 6     | 6     | 9     | 9     |
| Slovenien |       |       |       |       |       | 2     | 4     | 4     | 4     | 4     | 3     |       |       |       | 1     |
| Sverige   | 11    | 12    | 17    | 20    | 24    | 22    | 28    | 27    | 24    | 26    | 26    | 32    | 35    | 39    | 7     |
| Sydkorea  |       |       |       | 1     | 1     | 1     |       |       |       |       |       |       |       |       |       |
| Tjeckien  | 31    | 30    | 33    | 41    | 46    | 47    | 29    | 35    | 35    | 33    | 28    | 20    | 23    | 20    | 4     |
| Tyskland  | 3     | 2     | 2     | 2     | 1     | 3     | 3     | 1     |       |       |       | 2     | 3     | 2     | 2     |
| Ukraina   | 12    | 12    | 8     | 4     | 10    | 11    | 2     | 2     | 5     | 4     | 2     | 2     | 1     | 1     | 1     |
| USA       | 11    | 6     | 8     | 5     | 12    | 19    | 26    | 20    | 24    | 21    | 21    | 16    | 17    | 14    | 17    |
| Österrike | 1     | 2     | 1     | 1     |       |       |       |       |       |       |       |       | 1     |       |       |
| Totalt    | 773   | 758   | 727   | 716   | 863   | 936   | 936   | 956   | 1006  | 956   | 884   | 868   | 933   | 847   | 806   |

Tabellens data är hämtade från Quanthockey.

## Regler och förordningar

### Spelordning

#### Grundserie
Antalet matcher i grundserien har varierat från år till år, mellan 52, 54 och 56 matcher. På senare år när antalet lag i ligan har ökat har det spelats dubbel round robin: alla lag i ligan har mött varandra hemma och borta. Tidigare när det var färre lag i ligan, spelades motsvarande dubbla round robin, plus att lagen inom samma division möttes ytterligare två gånger vardera. De åtta högst rankade lagen i vardera konferens efter grundspelet går vidare till slutspel. Konferensvinnarna rankas 1 till 8, baserad på rankningen relativt varandra (som i Nordamerikanska NHL).
Från och med säsongen 2014/2015 möts lagen i första hand inom sina divisioner, och i andra hand inom sina konferenser. Enligt det nya formatet ska varje lag spela totalt 60 matcher i grundserien.

#### Slutspel
Slutspelsomgångarna avgörs i bästa av sju matcher. Efter varje omgång paras det högst rankade kvarvarande laget ihop med det lägst rankade kvarvarande laget inom vardera konferens. Lagen från de olika konferenserna möts först i finalen (som i NHL).

#### Poängsystem
KHL spelade från början med 3 poäng för vunnen match, 2 poäng för match vunnen på övertid och 1 poäng för match förlorad på övertid/straffar. Fr.o.m. säsongen 2018/2019 planerar man att övergå till samma poängsystem som i NHL, d.v.s. 2 poäng per vunnen match oavsett om det är på övertid eller ej och 1 poäng för matcher som förloras på övertid eller straffar.

### Lönetak
Ett lönetak har införts i KHL för spelarlönerna, ett system som påminner om det i NHL. Det övre lönetaket ligger på 140 miljoner kronor, eller 562,5 miljoner rubel, per år och lag och är uppdelat på två delar:
- 100 miljoner kronor på en grupp på 21 spelare i laget
- 40 miljoner kronor till fyra stjärnspelare.

Klubben får själv välja in tre spelare i sin stjärnspelargrupp. Den fjärde spelaren måste uppfylla något av kraven:
- Spelaren har spelat i NHL föregående säsong, dock i högst 40 matcher, 20 för målvakter.
- Spelaren är ännu ej fyllda 20 år, juniorspelare från Nordamerika och draftad i någon av de tre första rundorna i NHL-draften.
- Spelaren är hämtad från en liga i Europa som har deltagit i den senaste VM- eller OS-turneringen.

Ett undantag till reglerna ovan inträffar vid kontraktering av en spelare med NHL-kontrakt, då räknas inte spelarens lön med lagets lönetak. Detta inträffade säsongen 2008/2009 med spelaren Aleksandr Radulov.

### KHL-draft
KHL:s första draft inföll i juli 2009, då lagen sedan dess fått välja mellan spelare i Nordamerika och Europa. Ersättning utgår om en klubb draftar en annan klubbs juniorspelare, då får juniorspelarens klubb ekonomisk ersättning från det andra laget. För att skydda sina viktigaste spelare har det införts en så kallad waivers-draft, då klubbarna får skydda 18 av sina spelare från att bli valda av någon annan klubb. Övriga spelare i klubben får dock draftas av en annan klubb.
I likhet med NHL har det också införts rätt till transfers av spelare mellan lagen. Bytesaffärerna måste vara klara till den 15 januari. Om en spelare byts bort till ett annat lag gäller fortfarande det gamla spelarkontraktet.

### Regler för klädsel
Med NHL som förebild har också KHL infört att lagen ska spela med mörka matchtröjor på hemmaplan och med ljusa tröjor på bortaplan. Även tränarstaben måste följa klädregler och bära kostym till match.

## Bäste svenske poängplockare per säsong, säsongsvis
I tabellen nedan anges bäste svenske poängplockare i KHL, säsong för säsong, samt övriga noterbara svenskar.
| Säsong    | Bäste poängplockare (poäng) | Noteringar |
| --------- | --------------------------- | --- |
| 2008/2009 | Tony Mårtensson (47p)       | Från säsongsstart under premiärsäsongen spelade nio svenskar i KHL, Andreas Johansson (SKA S:t Petersburg), Johan Åkerman (Lokomotiv Jaroslavl), Magnus Johansson (Atlant Mytisjtji), Mattias Weinhandl (Dynamo Moskva), Mika Hannula (CSKA Moskva), Mikael Wahlberg (CSKA Moskva), Nils Ekman (SKA S:t Petersburg), Peter Nylander (Amur Chabarovsk) och Tony Mårtensson (AK Bars Kazan). Under säsongen tillkom Marcus Nilson (Lokomotiv Jaroslavl) och Jonathan Hedström (CSKA Moskva). Mest lyckosam var Tony Mårtensson som var med och vann Gagarin Cup första säsongen, och som även var bäste svenske poängplockare i KHL denna säsong. |
| 2009/2010 | Mattias Weinhandl (50p)     | Under säsongen spelade Linus Omark och Johan Harju för Dynamo Moskva, tillsammans med Mattias Weinhandl som blev bäste svenske poängplockare i KHL denna säsong. |
| 2010/2011 | Mattias Weinhandl (49p)     | Efter ett år tillbaks i SHL återvände Tony Mårtensson till KHL 2010/2011, utlånad från Linköpings HC; den här gången till SKA St. Petersburg. Där spelade även Mattias Weinhandl denna säsong, som blev bäste svenske poängplockare i KHL även denna säsong. |
| 2011/2012 | Tony Mårtensson (59p)       | Under hösten 2011 var Bengt-Åke Gustafsson som förste svensk huvudtränare för ett lag i KHL, Atlant Mytisjtji, men fick avgå den 3 november på grund av uteblivna framgångar. Istället tog assisterande tränaren Janne Karlsson över. Tony Mårtensson blev bäste svenske poängplockare i KHL denna säsong, och blev tvåa i den totala poängligan. |
| 2012/2013 | Tony Mårtensson (42p)       | Då det var NHL lockout under hösten 2012 spelade Nicklas Bäckström i Dynamo Moskva, tillsammans med kedjekamraten från Washington Capitals Aleksandr Ovetjkin. Tony Mårtensson blev bäste svenske poängplockare i KHL även denna säsong. |
| 2013/2014 | Nicklas Bergfors (36p)      | Tre svenskar (Calle Ridderwall, Martin Thörnberg och Patrik Zackrisson) spelade i finalen om Gagarin Cup med Lev Praha, första icke ryska lag att nå finalen. Nicklas Bergfors i det nybildade KHL-laget Admiral Vladivostok blev bäste svenske poängplockare i KHL denna säsong. |
| 2014/2015 | Linus Omark (47p)           | Linus Omark och Johan Harju återförenades i den nyblivna KHL klubben Jokerit 2014/2015. Tony Mårtensson spelade sin sjätte säsong i KHL (av sju möjliga). Linus Omark blev bäste svenske poängplockare i KHL denna säsong. |
| 2015/2016 | Linus Omark (57p)           | Linus Omark blev bäste svenske poängplockare i KHL och slutade femma i den totala poängligan. |
| 2016/2017 | Linus Omark (56p)           | Linus Omark blev bäste svenske poängplockare i KHL och slutade på tionde plats i den totala poängligan. |
| 2017/2018 | Linus Omark (55p)           | Linus Omark blev bäste svenske poängplockare i KHL och slutade på fjärde plats i den totala poängligan. |
| 2018/2019 | Linus Omark (49p)           | Linus Omark blev bäste svenske poängplockare i KHL och slutade på tolfte plats i den totala poängligan. |
| 2019/2020 | Linus Omark (54p)           | Linus Omark blev bäste svenske poängplockare i KHL och slutade på fjärde plats i den totala poängligan. |

## Resultattabell
Sedan starten av ligan 2008 har hittills 35 olika klubbar spelat i KHL, endast tre av dessa har aldrig nått slutspel nämligen Metallurg Novokuznetsk, Chimik Voskresensk och Lev Poprad (de två sista deltog bara varsin säsong). Inget av dessa lag deltar säsongen 2017/2018. I tabellen nedan står siffrorna för grundserieplacering och färgerna för hur långt lagen nådde i slutspelet. Lagen är ordnade alfabetiskt, men kan sorteras efter valfri säsongs resultat.
| \| Klubb \| 08 09 \| 09 10 \| 10 11 \| 11 12 \| 12 13 \| 13 14 \| 14 15 \| 15 16 \| 16 17 \| 17 18 \| 18 19 \| 19[a] 20 \| 20 21 \| \| -------------------------- \| ----- \| ----- \| ----- \| ----- \| ----- \| ----- \| ----- \| ----- \| ----- \| ----- \| ----- \| -------- \| ----- \| \| Admiral Vladivostok \| \| \| \| \| \| 16 \| 19 \| 13 \| 16 \| 22 \| 21 \| 22 \| \| \| Ak Bars Kazan \| 2 \| 8 \| 4 \| 6 \| 2 \| 4 \| 4 \| 12 \| 7 \| 4 \| 8 \| 2 \| 2 \| \| Amur Chabarovsk \| 20 \| 21 \| 22 \| 12 \| 25 \| 28 \| 28 \| 25 \| 22 \| 13 \| 23 \| 17 \| 19 \| \| Atlant Mytisjtji \| 5 \| 6 \| 8 \| 9 \| 17 \| 17 \| 16 \| \| \| \| \| \| \| \| Avangard Omsk \| 16 \| 11 \| 1 \| 5 \| 3 \| 20 \| 8 \| 5 \| 6 \| 12 \| 7 \| 6 \| 4 \| \| Avtomobilist Jekaterinburg \| \| 19 \| 20 \| 22 \| 26 \| 14 \| 18 \| 14 \| 21 \| 7 \| 3 \| 8 \| 12 \| \| Barys Astana \| 15 \| 14 \| 14 \| 10 \| 10 \| 7 \| 11 \| 17 \| 13 \| 19 \| 5 \| 4 \| 11 \| \| Chimik Voskresensk \| 24 \| \| \| \| \| \| \| \| \| \| \| \| \| \| CSKA Moskva \| 4 \| 12 \| 19 \| 18 \| 6 \| 12 \| 1 \| 1 \| 1 \| 2 \| 1 \| 1 \| 1 \| \| Dinamo Minsk \| 22 \| 17 \| 16 \| 13 \| 19 \| 26 \| 9 \| 18 \| 8 \| 20 \| 24 \| 24 \| 23 \| \| Dinamo Riga \| 10 \| 13 \| 13 \| 15 \| 24 \| 10 \| 21 \| 22 \| 28 \| 26 \| 16 \| 23 \| 15 \| \| Donbass Donetsk \| \| \| \| \| 18 \| 6 \| \| \| \| \| \| \| \| \| Dynamo Moskva[b] \| 7 \| 5 \| 6 \| 3 \| 4 \| 1 \| 3 \| 6 \| 4 \| 18 \| 10 \| 7 \| 3 \| \| HK MVD \| 18 \| 4 \| \| \| \| \| \| \| \| \| \| \| \| \| Jokerit \| \| \| \| \| \| \| 5 \| 3 \| 12 \| 3 \| 9 \| 5 \| 10 \| \| Jugra Chanty-Mansijsk \| \| \| 10 \| 14 \| 16 \| 22 \| 25 \| 23 \| 25 \| 27 \| \| \| \| \| Kunlun Red Star \| \| \| \| \| \| \| \| \| 18 \| 23 \| 20 \| 18 \| 22 \| \| Lada Toljatti \| 13 \| 22 \| \| \| \| \| 24 \| 26 \| 27 \| 25 \| \| \| \| \| Lev Poprad \| \| \| \| 21 \| \| \| \| \| \| \| \| \| \| \| Lev Prag \| \| \| \| \| 15 \| 5 \| \| \| \| \| \| \| \| \| Lokomotiv Jaroslavl[c] \| 3 \| 7 \| 3 \| \| 8 \| 15 \| 10 \| 2 \| 5 \| 5 \| 4 \| 11 \| 5 \| \| Medveščak Zagreb \| \| \| \| \| \| 11 \| 23 \| 20 \| 24 \| \| \| \| \| \| Metallurg Magnitogorsk \| 6 \| 3 \| 5 \| 4 \| 7 \| 2 \| 6 \| 8 \| 3 \| 8 \| 6 \| 13 \| 7 \| \| Metallurg Novokuznetsk \| 21 \| 24 \| 23 \| 16 \| 21 \| 27 \| 27 \| 28 \| 29 \| \| \| \| \| \| Neftechimik Nizjnekamsk \| 14 \| 9 \| 15 \| 17 \| 14 \| 25 \| 22 \| 16 \| 20 \| 9 \| 19 \| 16 \| 20 \| \| Salavat Julajev Ufa \| 1 \| 1 \| 2 \| 8 \| 9 \| 8 \| 14 \| 9 \| 15 \| 10 \| 11 \| 12 \| 8 \| \| Severstal Tjerepovets \| 17 \| 16 \| 9 \| 11 \| 11 \| 18 \| 17 \| 27 \| 23 \| 17 \| 22 \| 20 \| 13 \| \| Sibir Novosibirsk \| 19 \| 20 \| 11 \| 20 \| 12 \| 13 \| 7 \| 7 \| 19 \| 14 \| 18 \| 10 \| 18 \| \| SKA Sankt Petersburg \| 8 \| 2 \| 7 \| 2 \| 1 \| 3 \| 2 \| 10 \| 2 \| 1 \| 2 \| 3 \| 6 \| \| Slovan Bratislava \| \| \| \| \| 13 \| 21 \| 26 \| 15 \| 17 \| 24 \| 25 \| \| \| \| Sotji \| \| \| \| \| \| \| 13 \| 4 \| 14 \| 15 \| 12 \| 19 \| 21 \| \| Spartak Moskva \| 9 \| 10 \| 12 \| 19 \| 23 \| 23 \| \| 21 \| 26 \| 16 \| 13 \| 9 \| 16 \| \| Torpedo Nizjnij Novgorod \| 11 \| 15 \| 17 \| 7 \| 20 \| 9 \| 12 \| 11 \| 9 \| 11 \| 14 \| 15 \| 14 \| \| Traktor Tjeljabinsk \| 12 \| 18 \| 18 \| 1 \| 5 \| 19 \| 15 \| 19 \| 10 \| 6 \| 17 \| 21 \| 9 \| \| Vitjaz Podolsk \| 23 \| 23 \| 21 \| 23 \| 22 \| 24 \| 20 \| 24 \| 11 \| 21 \| 15 \| 14 \| 17 \| Tabelldata är hämtade från Eliteprospect. |       |       |       |       |       |       |       |       |       |       |       |       |       |
| Klubb | 08 09 | 09 10 | 10 11 | 11 12 | 12 13 | 13 14 | 14 15 | 15 16 | 16 17 | 17 18 | 18 19 | 19 20 | 20 21 |
| Admiral Vladivostok |       |       |       |       |       | 16    | 19    | 13    | 16    | 22    | 21    | 22    |       |
| Ak Bars Kazan | 2     | 8     | 4     | 6     | 2     | 4     | 4     | 12    | 7     | 4     | 8     | 2     | 2     |
| Amur Chabarovsk | 20    | 21    | 22    | 12    | 25    | 28    | 28    | 25    | 22    | 13    | 23    | 17    | 19    |
| Atlant Mytisjtji | 5     | 6     | 8     | 9     | 17    | 17    | 16    |       |       |       |       |       |       |
| Avangard Omsk | 16    | 11    | 1     | 5     | 3     | 20    | 8     | 5     | 6     | 12    | 7     | 6     | 4     |
| Avtomobilist Jekaterinburg |       | 19    | 20    | 22    | 26    | 14    | 18    | 14    | 21    | 7     | 3     | 8     | 12    |
| Barys Astana | 15    | 14    | 14    | 10    | 10    | 7     | 11    | 17    | 13    | 19    | 5     | 4     | 11    |
| Chimik Voskresensk | 24    |       |       |       |       |       |       |       |       |       |       |       |       |
| CSKA Moskva | 4     | 12    | 19    | 18    | 6     | 12    | 1     | 1     | 1     | 2     | 1     | 1     | 1     |
| Dinamo Minsk | 22    | 17    | 16    | 13    | 19    | 26    | 9     | 18    | 8     | 20    | 24    | 24    | 23    |
| Dinamo Riga | 10    | 13    | 13    | 15    | 24    | 10    | 21    | 22    | 28    | 26    | 16    | 23    | 15    |
| Donbass Donetsk |       |       |       |       | 18    | 6     |       |       |       |       |       |       |       |
| Dynamo Moskva | 7     | 5     | 6     | 3     | 4     | 1     | 3     | 6     | 4     | 18    | 10    | 7     | 3     |
| HK MVD | 18    | 4     |       |       |       |       |       |       |       |       |       |       |       |
| Jokerit |       |       |       |       |       |       | 5     | 3     | 12    | 3     | 9     | 5     | 10    |
| Jugra Chanty-Mansijsk |       |       | 10    | 14    | 16    | 22    | 25    | 23    | 25    | 27    |       |       |       |
| Kunlun Red Star |       |       |       |       |       |       |       |       | 18    | 23    | 20    | 18    | 22    |
| Lada Toljatti | 13    | 22    |       |       |       |       | 24    | 26    | 27    | 25    |       |       |       |
| Lev Poprad |       |       |       | 21    |       |       |       |       |       |       |       |       |       |
| Lev Prag |       |       |       |       | 15    | 5     |       |       |       |       |       |       |       |
| Lokomotiv Jaroslavl | 3     | 7     | 3     |       | 8     | 15    | 10    | 2     | 5     | 5     | 4     | 11    | 5     |
| Medveščak Zagreb |       |       |       |       |       | 11    | 23    | 20    | 24    |       |       |       |       |
| Metallurg Magnitogorsk | 6     | 3     | 5     | 4     | 7     | 2     | 6     | 8     | 3     | 8     | 6     | 13    | 7     |
| Metallurg Novokuznetsk | 21    | 24    | 23    | 16    | 21    | 27    | 27    | 28    | 29    |       |       |       |       |
| Neftechimik Nizjnekamsk | 14    | 9     | 15    | 17    | 14    | 25    | 22    | 16    | 20    | 9     | 19    | 16    | 20    |
| Salavat Julajev Ufa | 1     | 1     | 2     | 8     | 9     | 8     | 14    | 9     | 15    | 10    | 11    | 12    | 8     |
| Severstal Tjerepovets | 17    | 16    | 9     | 11    | 11    | 18    | 17    | 27    | 23    | 17    | 22    | 20    | 13    |
| Sibir Novosibirsk | 19    | 20    | 11    | 20    | 12    | 13    | 7     | 7     | 19    | 14    | 18    | 10    | 18    |
| SKA Sankt Petersburg | 8     | 2     | 7     | 2     | 1     | 3     | 2     | 10    | 2     | 1     | 2     | 3     | 6     |
| Slovan Bratislava |       |       |       |       | 13    | 21    | 26    | 15    | 17    | 24    | 25    |       |       |
| Sotji |       |       |       |       |       |       | 13    | 4     | 14    | 15    | 12    | 19    | 21    |
| Spartak Moskva | 9     | 10    | 12    | 19    | 23    | 23    |       | 21    | 26    | 16    | 13    | 9     | 16    |
| Torpedo Nizjnij Novgorod | 11    | 15    | 17    | 7     | 20    | 9     | 12    | 11    | 9     | 11    | 14    | 15    | 14    |
| Traktor Tjeljabinsk | 12    | 18    | 18    | 1     | 5     | 19    | 15    | 19    | 10    | 6     | 17    | 21    | 9     |
| Vitjaz Podolsk | 23    | 23    | 21    | 23    | 22    | 24    | 20    | 24    | 11    | 21    | 15    | 14    | 17    |

| Färgkod  | Resultat                          |
| -------- | --------------------------------- |
| Röd      | Gagarin Cup vinnare               |
| Gul      | Finalist                          |
| Grön     | Konferens finalist                |
| Ljus Blå | Konferens semifinalist            |
| Blå      | Kvalificerade för slutspelet      |
| Lila     | Nadezhda Cup vinnare              |
| Ljus Grå | Inte kvalificerade för slutspelet |
| Grå      | Spelade inte denna säsong         |

Anmärkningar
1. ↑  Slutspelet ställdes in fr.o.m. semifinalerna på grund av coronaviruset.[68]
2. ↑  Inkluderar resultat för Dynamo Moskva före sammanslagningen med HK MVD 2010
3. ↑  Deltog ej säsongen 2011/2012, på grund av flygolyckan i Jaroslavl 2011, där samtliga spelare i laget omkom.